# Lonchocarpus floribundus
Lonchocarpus floribundus är en ärtväxtart som beskrevs av George Bentham. Lonchocarpus floribundus ingår i släktet Lonchocarpus och familjen ärtväxter. Inga underarter finns listade i Catalogue of Life.